# E-Prix de Diriyah de 2019
El e-Prix de Diriyah de 2019 fueron las primeras dos rondas de la temporada 2019-20 de Fórmula E, disputadas los días 22 y 23 de noviembre de aquel año en el circuito callejero de Al-Diriyah, en Diriyah (Arabia Saudita).
Sam Bird fue el vencedor de la carrera 1, seguido de André Lotterer y Stoffel Vandoorne. Mientras que la carrera 2 fue ganada por Alexander Sims, seguido de Lucas di Grassi y Vandoorne.

## Carrera 1

### Clasificación
Resultados
| Pos. | N.º | Piloto                 | Escudería                        | GS       | SP       | Parrilla |
| ---- | --- | ---------------------- | -------------------------------- | -------- | -------- | -------- |
| 1    | 27  | Alexander Sims         | BMW i Andretti Motorsport        | 1:15.255 | 1:14.563 | 1        |
| 2    | 5   | Stoffel Vandoorne      | Mercedes-Benz EQ Formula E Team  | 1:15.151 | 1:14.839 | 2        |
| 3    | 17  | Nyck de Vries          | Mercedes-Benz EQ Formula E Team  | 1:15.027 | 1:14.929 | 3        |
| 4    | 48  | Edoardo Mortara        | ROKiT Venturi Racing             | 1:15.254 | 1:15.131 | 4        |
| 5    | 2   | Sam Bird               | Envision Virgin Racing           | 1:14.946 | 1:15.350 | 5        |
| 6    | 64  | Jérôme d'Ambrosio      | Mahindra Racing                  | 1:15.273 | 1:15.539 | 6        |
| 7    | 36  | André Lotterer         | TAG Heuer Porsche Formula E Team | 1:15.518 |          | 7        |
| 8    | 22  | Oliver Rowland         | Nissan e.dams                    | 1:15.653 |          | 8        |
| 9    | 28  | Maximilian Günther     | BMW i Andretti Motorsport        | 1:15.680 |          | 9        |
| 10   | 3   | Oliver Turvey          | NIO 333 FE Team                  | 1:16.018 |          | 10       |
| 11   | 25  | Jean-Éric Vergne       | DS Techeetah                     | 1:16.129 |          | 11       |
| 12   | 4   | Robin Frijns           | Envision Virgin Racing           | 1:16.200 |          | 12       |
| 13   | 94  | Pascal Wehrlein        | Mahindra Racing                  | 1:16.200 |          | 13       |
| 14   | 23  | Sébastien Buemi        | Nissan e.dams                    | 1:16.243 |          | 14       |
| 15   | 66  | Daniel Abt             | Audi Sport ABT Schaeffler        | 1:16.264 |          | 15       |
| 16   | 20  | Mitch Evans            | Panasonic Jaguar Racing          | 1:16.532 |          | 16       |
| 17   | 19  | Felipe Massa           | ROKiT Venturi Racing             | 1:16.583 |          | 17       |
| 18   | 6   | Brendon Hartley        | GEOX Dragon                      | 1:17.074 |          | 18       |
| 19   | 11  | Lucas Di Grassi        | Audi Sport ABT Schaeffler        | 1:17.213 |          | 19       |
| 20   | 18  | Neel Jani              | TAG Heuer Porsche Formula E Team | 1:17.745 |          | 20       |
| 21   | 13  | António Félix da Costa | DS Techeetah                     | 1:18.613 |          | 21       |
| 22   | 33  | Ma Qing Hua            | NIO 333 FE Team                  | 1:21.701 |          | 22       |
| DSQ  | 7   | Nico Müller            | GEOX Dragon                      | 1:23.017 |          | 23*      |
| DSQ  | 51  | James Calado           | Panasonic Jaguar Racing          | 1:23.792 |          | 24*      |

Fuente: Fórmula E.

### Carrera
Resultados
| Pos. | N.º | Piloto                 | Escudería                        | Vueltas | Tiempo/Retirado | Parrilla | Puntos |
| ---- | --- | ---------------------- | -------------------------------- | ------- | --------------- | -------- | ------ |
| 1    | 2   | Sam Bird               | Envision Virgin Racing           | 34      | 46:17.371       | 5        | 25+1   |
| 2    | 36  | André Lotterer         | TAG Heuer Porsche Formula E Team | 34      | +1.319          | 7        | 18     |
| 3    | 5   | Stoffel Vandoorne      | Mercedes-Benz EQ Formula E Team  | 34      | +1.672          | 2        | 15     |
| 4    | 22  | Oliver Rowland         | Nissan e.dams                    | 34      | +1.944          | 8        | 12     |
| 5    | 4   | Robin Frijns           | Envision Virgin Racing           | 34      | +3.983          | 12       | 10     |
| 6    | 17  | Nyck de Vries          | Mercedes-Benz EQ Formula E Team  | 34      | +4.560          | 3        | 8      |
| 7    | 48  | Edoardo Mortara        | ROKiT Venturi Racing             | 34      | +5.122          | 4        | 6      |
| 8    | 27  | Alexander Sims         | BMW i Andretti Motorsport        | 34      | +5.715          | 1        | 4+3    |
| 9    | 64  | Jérôme d'Ambrosio      | Mahindra Racing                  | 34      | +6.628          | 6        | 2      |
| 10   | 20  | Mitch Evans            | Panasonic Jaguar Racing          | 34      | +7.048          | 16       | 1+1    |
| 11   | 94  | Pascal Wehrlein        | Mahindra Racing                  | 34      | +7.460          | 13       |        |
| 12   | 19  | Felipe Massa           | ROKiT Venturi Racing             | 34      | +8.166          | 17       |        |
| 13   | 11  | Lucas di Grassi        | Audi Sport ABT Schaeffler        | 34      | +8.404          | 19       |        |
| 14   | 13  | António Félix da Costa | DS Techeetah                     | 34      | +8.853          | 21       |        |
| 15   | 3   | Oliver Turvey          | NIO 333 FE Team                  | 34      | +10.172         | 10       |        |
| 16   | 51  | James Calado           | Panasonic Jaguar Racing          | 34      | +11.572         | 24       |        |
| 17   | 18  | Neel Jani              | TAG Heuer Porsche Formula E Team | 34      | +15.429         | 20       |        |
| 18   | 28  | Maximilian Günther     | BMW i Andretti Motorsport        | 34      | +25.662         | 8        |        |
| 19   | 6   | Brendon Hartley        | GEOX Dragon                      | 34      | +52.219*        | 18       |        |
| 20   | 33  | Ma Qing Hua            | NIO 333 FE Team                  | 33      | +1 vuelta*      | 22       |        |
| Ret  | 66  | Daniel Abt             | Audi Sport ABT Schaeffler        | 29      | Accidente       | 15       |        |
| Ret  | 25  | Jean-Éric Vergne       | DS Techeetah                     | 21      | Volante         | 11       |        |
| Ret  | 23  | Sébastien Buemi        | Nissan e.dams                    | 3       | Eléctricos      | 14       |        |
| DNS  | 7   | Nico Müller            | GEOX Dragon                      | 0       | No salió        | 23       |        |

Fuente: Fórmula E.

## Carrera 2

### Clasificación
Resultados
| Pos. | N.º | Piloto                 | Escudería                        | GS       | SP         | Parrilla |
| ---- | --- | ---------------------- | -------------------------------- | -------- | ---------- | -------- |
| 1    | 27  | Alexander Sims         | BMW i Andretti Motorsport        | 1:11.858 | 1:11.476   | 1        |
| 2    | 23  | Sébastien Buemi        | Nissan e.dams                    | 1:11.774 | 1:11.696   | 2        |
| 3    | 11  | Lucas di Grassi        | Audi Sport ABT Schaeffler        | 1:11.939 | 1:11.784   | 3        |
| 4    | 64  | Jérôme d'Ambrosio      | Mahindra Racing                  | 1:11.835 | 1:12.093   | 4        |
| 5    | 13  | António Félix da Costa | DS Techeetah                     | 1:11.418 | 1:14.134   | 5        |
| 6    | 20  | Mitch Evans            | Panasonic Jaguar Racing          | 1:11.972 | Sin tiempo | 6        |
| 7    | 2   | Sam Bird               | Envision Virgin Racing           | 1:12.007 |            | 7        |
| 8    | 48  | Edoardo Mortara        | ROKiT Venturi Racing             | 1:12.008 |            | 8        |
| 9    | 28  | Maximilian Günther     | BMW i Andretti Motorsport        | 1:12.051 |            | 9        |
| 10   | 36  | André Lotterer         | TAG Heuer Porsche Formula E Team | 1:12.153 |            | 10       |
| 11   | 25  | Jean-Éric Vergne       | DS Techeetah                     | 1:12.327 |            | 24*      |
| 12   | 5   | Stoffel Vandoorne      | Mercedes-Benz EQ Formula E Team  | 1:12.422 |            | 11       |
| 13   | 4   | Robin Frijns           | Envision Virgin Racing           | 1:12.454 |            | 12       |
| 14   | 94  | Pascal Wehrlein        | Mahindra Racing                  | 1:12.635 |            | 13       |
| 15   | 66  | Daniel Abt             | Audi Sport ABT Schaeffler        | 1:12.642 |            | 14       |
| 16   | 19  | Felipe Massa           | ROKiT Venturi Racing             | 1:12.656 |            | 15       |
| 17   | 22  | Oliver Rowland         | Nissan e.dams                    | 1:12.660 |            | 16       |
| 18   | 3   | Oliver Turvey          | NIO 333 FE Team                  | 1:12.671 |            | 17       |
| 19   | 18  | Neel Jani              | TAG Heuer Porsche Formula E Team | 1:12.732 |            | 18       |
| 20   | 6   | Brendon Hartley        | GEOX Dragon                      | 1:13.182 |            | 19       |
| 21   | 33  | Ma Qinghua             | NIO 333 FE Team                  | 1:13.205 |            | 20       |
| 22   | 51  | James Calado           | Panasonic Jaguar Racing          | 1:13.430 |            | 21       |
| 23   | 7   | Nico Müller            | GEOX Dragon                      | 1:13.703 |            | 22       |
| 24   | 17  | Nyck de Vries          | Mercedes-Benz EQ Formula E Team  | 1:14.082 |            | 23       |

### Carrera
Resultados
| Pos. | N.º | Piloto                 | Escudería                        | Vueltas | Tiempo/Retirado    | Parrilla | Puntos |
| ---- | --- | ---------------------- | -------------------------------- | ------- | ------------------ | -------- | ------ |
| 1    | 27  | Alexander Sims         | BMW i Andretti Motorsport        | 30      | 46:48.327          | 1        | 25+3   |
| 2    | 11  | Lucas di Grassi        | Audi Sport ABT Schaeffler        | 30      | +2.817             | 3        | 18     |
| 3    | 5   | Stoffel Vandoorne      | Mercedes-Benz EQ Formula E Team  | 30      | +3.581             | 11       | 15     |
| 4    | 48  | Edoardo Mortara        | ROKiT Venturi Racing             | 30      | +4.294             | 8        | 12     |
| 5    | 22  | Oliver Rowland         | Nissan e.dams                    | 30      | +5.475             | 16       | 10     |
| 6    | 66  | Daniel Abt             | Audi Sport ABT Schaeffler        | 30      | +16.942            | 14       | 8      |
| 7    | 51  | James Calado           | Panasonic Jaguar Racing          | 30      | +17.221            | 21       | 6      |
| 8    | 25  | Jean-Éric Vergne       | DS Techeetah                     | 30      | +19.394            | 24       | 4      |
| 9    | 6   | Brendon Hartley        | GEOX Dragon                      | 30      | +20.702            | 19       | 2      |
| 10   | 13  | António Félix da Costa | DS Techeetah                     | 30      | +22.634            | 5        | 1+1+1  |
| 11   | 28  | Maximilian Günther     | BMW i Andretti Motorsport        | 30      | +25.383            | 9        |        |
| 12   | 23  | Sébastien Buemi        | Nissan e.dams                    | 30      | +26.291            | 2        |        |
| 13   | 18  | Neel Jani              | TAG Heuer Porsche Formula E Team | 30      | +27.493            | 18       |        |
| 14   | 36  | André Lotterer         | TAG Heuer Porsche Formula E Team | 30      | +29.046            | 10       |        |
| 15   | 94  | Pascal Wehrlein        | Mahindra Racing                  | 30      | +35.290            | 13       |        |
| 16   | 17  | Nyck de Vries          | Mercedes-Benz EQ Formula E Team  | 30      | +36.318            | 23       |        |
| 17   | 19  | Felipe Massa           | ROKiT Venturi Racing             | 30      | +45.758            | 15       |        |
| 18   | 20  | Mitch Evans            | Panasonic Jaguar Racing          | 30      | +1:01.105          | 6        |        |
| 19   | 33  | Ma Qing Hua            | NIO 333 FE Team                  | 30      | +1:28.165          | 20       |        |
| Ret  | 7   | Nico Müller            | GEOX Dragon                      | 28      | Pinchazo           | 22       |        |
| Ret  | 4   | Robin Frijns           | Envision Virgin Racing           | 18      | Accidente          | 12       |        |
| Ret  | 2   | Sam Bird               | Envision Virgin Racing           | 13      | Daño por accidente | 7        |        |
| DSQ  | 3   | Oliver Turvey          | NIO 333 FE Team                  | 30      | Descalificado      | 17       |        |
| DNS  | 64  | Jérôme d'Ambrosio      | Mahindra Racing                  | 0       | No salió           | 4        |        |

Fuente: Fórmula E.

## Clasificaciones tras la carrera
| Pos. | Piloto            | Puntos |
| ---- | ----------------- | ------ |
| 1    | Alexander Sims    | 35     |
| 2    | Stoffel Vandoorne | 30     |
| 3    | Sam Bird          | 26     |
| 4    | Oliver Rowland    | 22     |
| 5    | Lucas Di Grassi   | 18     |

| Pos. | Escudería                       | Puntos |
| ---- | ------------------------------- | ------ |
| 1    | Mercedes-Benz EQ Formula E Team | 38     |
| 2    | Envision Virgin Racing          | 36     |
| 3    | BMW i Andretti Motorsport       | 35     |
| 4    | Audi Sport ABT Schaeffler       | 26     |
| 5    | Nissan e.dams                   | 22     |